# 2009-es rövid pályás úszó-Európa-bajnokság
A 2009-es rövid pályás úszó-Európa-bajnokságot december 10. és december 13. között rendezték meg Isztambulban. Az Eb-n 38 versenyszámot rendeztek.
A magyar versenyzők 3 arany-, 4 ezüst- és 1 bronzérmet szereztek.
Verrasztó Evelyn, Cseh László és Gyurta Dániel is egyaránt világcsúccsal nyert aranyérmet.

## Magyar éremszerzők
| Helyezés | Éremszerző        | Versenyszám                | Eredmény   |
| -------- | ----------------- | -------------------------- | ---------- |
| Arany    | Gyurta Dániel     | férfi 200 m-es mellúszás   | 2,00,67 WR |
| Arany    | Cseh László       | férfi 400 m-es vegyesúszás | 3:57,27 WR |
| Arany    | Verrasztó Evelyn  | női 200 m-es vegyesúszás   | 2:04,64 WR |
| Ezüst    | Gyurta Dániel     | férfi 100 m-es mellúszás   | 56,72      |
| Ezüst    | Verrasztó Dávid   | férfi 400 m-es vegyesúszás | 4:00,10    |
| Ezüst    | Verrasztó Evelyn  | női 200 m-es gyorsúszás    | 1:52,61    |
| Ezüst    | Verrasztó Evelyn  | női 100 m-es vegyesúszás   | 58,21      |
| Bronz    | Jakabos Zsuzsanna | női 400 m-es vegyesúszás   | 4:28,46    |

## Éremtáblázat
(A táblázatban Magyarország eltérő háttérszínnel kiemelve.)
| Helyezés | Nemzet             | Arany | Ezüst | Bronz | Összesen |
| 1.       | Hollandia          | 10    | 3     | 1     | 14       |
| 2.       | Oroszország        | 8     | 5     | 8     | 21       |
| 3.       | Franciaország      | 6     | 2     | 3     | 11       |
| 4.       | Németország        | 5     | 3     | 4     | 12       |
| 5.       | Magyarország       | 3     | 4     | 1     | 8        |
| 6.       | Horvátország       | 2     | 3     | 0     | 5        |
| 7.       | Dánia              | 2     | 1     | 5     | 8        |
| 8,       | Olaszország        | 1     | 3     | 1     | 5        |
| 9.       | Ausztria           | 1     | 0     | 1     | 2        |
|          | Egyesült Királyság | 1     | 0     | 1     | 2        |
|          | Norvégia           | 1     | 0     | 1     | 2        |
| 12.      | Svédország         | 0     | 3     | 2     | 5        |
| 13.      | Spanyolország      | 0     | 2     | 3     | 5        |
| 14.      | Lengyelország      | 0     | 2     | 0     | 2        |
| 15.      | Szerbia            | 0     | 1     | 2     | 3        |
| 16.      | Fehéroroszország   | 0     | 1     | 1     | 2        |
|          | Szlovénia          | 0     | 1     | 1     | 2        |
| 18.      | Észtország         | 0     | 1     | 0     | 1        |
|          | Litvánia           | 0     | 1     | 0     | 1        |
| 20.      | Finnország         | 0     | 0     | 1     | 1        |
|          | Izrael             | 0     | 0     | 1     | 1        |
|          | Ukrajna            | 0     | 0     | 1     | 1        |
| Összesen | Összesen           | 40    | 36    | 38    | 114      |

## Eredmények
- WR – világcsúcs
- ER – Európa-csúcs
- CR – Európa-bajnoki csúcs

### Férfi
| Versenyszám                   | Arany                                                                                        | Arany      | Ezüst                                                                                | Ezüst    | Bronz                                                                                     | Bronz    |
| ----------------------------- | -------------------------------------------------------------------------------------------- | ---------- | ------------------------------------------------------------------------------------ | -------- | ----------------------------------------------------------------------------------------- | -------- |
| 50 m-es gyorsúszás            | Frédérick Bousquet · Franciaország                                                           | 20,53      | Duje Draganja · Horvátország                                                         | 20,70    | Szergej Feszikov · Oroszország                                                            | 20,84    |
| 100 m-es gyorsúszás           | Amaury Leveaux · Franciaország                                                               | 45,56      | Danyila Izotov · Oroszország                                                         | 45,70    | Jevgenyij Lagunov · Oroszország                                                           | 46,06    |
| 200 m-es gyorsúszás           | Paul Biedermann · Németország                                                                | 1:39,81 CR | Danyila Izotov · Oroszország                                                         | 1:40,08  | Nyikita Lobincev · Oroszország                                                            | 1:41,52  |
| 400 m-es gyorsúszás           | Paul Biedermann · Németország                                                                | 3:34,55 CR | Nyikita Lobincev · Oroszország                                                       | 3:35,75  | Mads Glæsner · Dánia                                                                      | 3:36,82  |
| 1500 m-es gyorsúszás          | Jan Wolfgarten · Németország                                                                 | 14:20,44   | Federico Colbertaldo · Olaszország                                                   | 14:25,68 | Mads Glæsner · Dánia                                                                      | 14:26,74 |
| 50 m-es hátúszás              | Sztanyiszlav Donyec · Oroszország                                                            | 22,76 ER   | Thomas Rupprath · Németország                                                        | 22,85    | Aschwin Wildeboer Faber · Spanyolország                                                   | 23,07    |
| 100 m-es hátúszás             | Arkagyij Vjatcsanyin · Oroszország · Sztanyiszlav Donyec · Oroszország                       | 48,97 WR   |                                                                                      |          | Aschwin Wildeboer Faber · Spanyolország                                                   | 49,05    |
| 200 m-es hátúszás             | Sztanyiszlav Donyec · Oroszország                                                            | 1:48,62 CR | Radoslaw Kawecki · Lengyelország                                                     | 1:49,13  | Jevgenyij Alesin · Oroszország                                                            | 1:49,31  |
| 50 m-es mellúszás             | Aleksander Hetland · Norvégia                                                                | 26,19      | Alessandro Terrin · Olaszország                                                      | 26,24    | Caba Siladji · Szerbia                                                                    | 26,31    |
| 100 m-es mellúszás            | Robin van Aggele · Hollandia                                                                 | 56,29 ER   | Gyurta Dániel · Magyarország                                                         | 56,72    | Igor Boriszik · Ukrajna                                                                   | 56,97    |
| 200 m-es mellúszás            | Gyurta Dániel · Magyarország                                                                 | 2:00,67 WR | Grigorij Falko · Oroszország                                                         | 2:02,50  | Makszim Scserbakov · Oroszország                                                          | 2:03,76  |
| 50 m-es pillangóúszás         | Johannes Dietrich · Németország                                                              | 22,07 CR   | Frédérick Bousquet · Franciaország                                                   | 22,17    | Jevgenyij Korotiskin · Oroszország                                                        | 22,34    |
| 100 m-es pillangóúszás        | Jevgenyij Korotiskin · Oroszország                                                           | 48,93 CR   | Peter Mankoč · Szlovénia                                                             | 49,65    | Ivan Lenđer · Szerbia                                                                     | 49,79    |
| 200 m-es pillangóúszás        | Nyikolaj Szkvorcov · Oroszország                                                             | 1:49,46 ER | Paweł Korzeniowski · Lengyelország                                                   | 1:50,13  | Dinko Jukić · Ausztria                                                                    | 1:50,32  |
| 100 m-es vegyesúszás          | Duje Draganja · Horvátország                                                                 | 51,20      | Szergej Feszikov · Oroszország                                                       | 51,29    | Peter Mankoč · Szlovénia                                                                  | 51,52    |
| 200 m-es vegyesúszás          | Markus Rogan · Ausztria                                                                      | 1:51,72 ER | Vytautas Janušaitis · Litvánia                                                       | 1:52,22  | Alan Cabello Forns · Spanyolország                                                        | 1:53,04  |
| 400 m-es vegyesúszás          | Cseh László · Magyarország                                                                   | 3:57,27 WR | Verrasztó Dávid · Magyarország                                                       | 4:00,10  | Gal Nevo · Izrael                                                                         | 4:00,55  |
| 4 × 50 m-es gyorsúszás váltó  | Franciaország · Amaury Leveaux · Jérémy Stravius · David Maitre · Frédérick Bousquet         | 1:22,96    | Horvátország · Duje Draganja · Alexei Puninski · Mario Todorovic · Mario Delač       | 1:23,18  | Olaszország · Marco Orsi · Federico Bocchia · Filippo Magnini · Luca Dotto                | 1:23,64  |
| 4 × 50 m-es vegyesúszás váltó | Oroszország · Sztanyiszlav Donyec · Szergej Gejbel · Jevgenyij Korotiskin · Szergej Feszikov | 1:31,80    | Németország · Thomas Rupprath · Hendrik Feldwehr · Johannes Dietrich · Stefan Herbst | 1:32,02  | Franciaország · Benjamin Stasiulis · Hugues Duboscq · Frédérick Bousquet · Amaury Leveaux | 1:32,13  |

### Női
| Versenyszám                   | Arany                                                                                 | Arany      | Ezüst                                                                             | Ezüst   | Bronz                                                                                       | Bronz   |
| ----------------------------- | ------------------------------------------------------------------------------------- | ---------- | --------------------------------------------------------------------------------- | ------- | ------------------------------------------------------------------------------------------- | ------- |
| 50 m-es gyorsúszás            | Hinkelien Schreuder · Hollandia                                                       | 23,32 CR   | Ranomi Kromowidjojo · Hollandia                                                   | 23,58   | Dorothea Brandt · Németország                                                               | 23,74   |
| 100 m-es gyorsúszás           | Inge Dekker · Hollandia                                                               | 51,35 CR   | Ranomi Kromowidjojo · Hollandia                                                   | 51,44   | Jeanette Ottesen · Dánia                                                                    | 52,18   |
| 200 m-es gyorsúszás           | Federica Pellegrini · Olaszország                                                     | 1:51,17 WR | Verrasztó Evelyn · Magyarország                                                   | 1:52,61 | Femke Heemskerk · Hollandia                                                                 | 1:54,20 |
| 400 m-es gyorsúszás           | Coralie Balmy · Franciaország                                                         | 3:56,55    | Lotte Friis · Dánia                                                               | 3:59,06 | Ophelie Cyrielle Etienne · Franciaország                                                    | 3:59,94 |
| 800 m-es gyorsúszás           | Lotte Friis · Dánia                                                                   | 8:08,02    | Erika Villaecija Garcia · Spanyolország                                           | 8:13,93 | Ophelie Cyrielle Etienne · Franciaország                                                    | 8:16,20 |
| 50 m-es hátúszás              | Sanja Jovanović · Horvátország                                                        | 25,70 WR   | Aljakszandra Heraszimenya · Fehéroroszország                                      | 26,12   | Kszenyija Moszkvina · Oroszország                                                           | 26,38   |
| 100 m-es hátúszás             | Kszenyija Moszkvina · Oroszország                                                     | 56,36 ER   | Sanja Jovanović · Horvátország                                                    | 56,93   | Aljakszandra Heraszimenya · Fehéroroszország                                                | 57,23   |
| 200 m-es hátúszás             | Alexianne Castel · Franciaország                                                      | 2:02,67    | Jenny Mensing · Németország                                                       | 2:03,31 | Pernille Larsen · Dánia                                                                     | 2:03,50 |
| 50 m-es mellúszás             | Moniek Nijhuis · Hollandia                                                            | 29,68 CR   | Jane Trepp · Észtország                                                           | 29,82   | Janne Schaefer · Németország                                                                | 29,92   |
| 100 m-es mellúszás            | Caroline Ruhnau · Németország                                                         | 1:04,84 CR | Moniek Nijhuis · Hollandia                                                        | 1:04,96 | Jennie Johansson · Svédország                                                               | 1:05,19 |
| 200 m-es mellúszás            | Rikke Møller-Pedersen · Dánia                                                         | 2:16,66 ER | Nađa Higl · Szerbia                                                               | 2:17,52 | Joline Höstman · Svédország                                                                 | 2:19,28 |
| 50 m-es pillangóúszás         | Inge Dekker · Hollandia · Hinkelien Schreuder · Hollandia                             | 25,00 CR   |                                                                                   |         | Ingvild Snildal · Norvégia                                                                  | 25,10   |
| 100 m-es pillangóúszás        | Inge Dekker · Hollandia                                                               | 55,74      | Diane Bui Duyet · Franciaország                                                   | 55,93   | Jeanette Ottesen · Dánia                                                                    | 56,02   |
| 200 m-es pillangóúszás        | Aurore Mongel · Franciaország                                                         | 2:03,22 CR | Petra Granlund · Svédország                                                       | 2:03,82 | Franziska Hentke · Németország                                                              | 2:04,68 |
| 100 m-es vegyesúszás          | Hinkelien Schreuder · Hollandia                                                       | 57,85 CR   | Verrasztó Evelyn · Magyarország                                                   | 58,21   | Hanna-Maria Seppälä · Finnország                                                            | 58,86   |
| 200 m-es vegyesúszás          | Verrasztó Evelyn · Magyarország                                                       | 2:04,64 WR | Francesca Segat · Olaszország                                                     | 2:06,21 | Hannah Miley · Egyesült Királyság                                                           | 2:06,96 |
| 400 m-es vegyesúszás          | Hannah Miley · Egyesült Királyság                                                     | 4:25,66    | Mireia Belmonte García · Spanyolország                                            | 4:27,60 | Jakabos Zsuzsanna · Magyarország                                                            | 4:28,46 |
| 4 × 50 m-es gyorsúszás váltó  | Hollandia · Inge Dekker · Hinkelien Schreuder · Saskia de Jonge · Ranomi Kromowidjojo | 1:33,25    | Svédország · Emma Svensson · Josefin Lillhage · Claire Hedenskog · Sarah Sjöström | 1:35,46 | Németország · Dorothea Brandt · Daniela Samulski · Lisa Vitting · Daniela Schreiber         | 1:36,73 |
| 4 × 50 m-es vegyesúszás váltó | Hollandia · Hinkelien Schreuder · Moniek Nijhuis · Inge Dekker · Ranomi Kromowidjojo  | 1:42,69    | Svédország · Emma Svensson · Josefin Lillhage · Sarah Sjöström · Claire Hedenskog | 1:45,13 | Oroszország · Kszenyija Moszkvina · Darja Gyejeva · Olga Kljucsnyikova · Szvetlana Fedulova | 1:46,10 |